# Trương Triều
Trương Triều (张潮, 1650-?), tự Sơn Lai (山来), hiệu Tâm Trai (心斋), là một nhà thơ, nhà văn Trung Quốc. Ông nổi tiếng với tập "U mộng ảnh" (幽夢影), và "Ngu sơ tân chí" (虞初新志).

## Tiểu sử
Trương Triều người tỉnh An Huy, sinh năm 1650 (năm Thuận Trị thứ tám, đời Thanh), không rõ năm mất. Tiểu sử của ông rất ít, hậu thế biết đến ông nhờ tác phẩm để lại.
Người đọc cuốn U mộng ảnh, có thể thấy phần nào quan niệm sống và tính cách của ông.
Lâm Ngữ Đường trong cuốn Sống đẹp (The Importance of Living) nói: 
"Thiên nhiên bao quát cả thanh âm màu sắc, thể thức, tinh thần, không khí, và một người biết nghệ thuật hưởng đời trước hết phải biết lựa tinh thần của thiên nhiên rồi dung hợp tinh thần của mình với tinh thần của thiên nhiên. Các văn nhân Trung Hoa đều có thái độ đó, nhưng không ai bằng Trương Triều" 

## Tác phẩm
Trương Triều sáng tác không nhiều, những sách còn lưu truyền có thể kể đến:
- U mộng ảnh (幽夢影)
  - Bản dịch: Bóng trăng gió núi (U mộng ảnh), Huỳnh Ngọc Chiến dịch và chú thích, Hà Nội, Nhà xuất bản Văn hóa - Thông tin, 2007.
- Ngu sơ tân chí (虞初新志)
- Hoa ảnh từ (花影词)
- Tâm Trai liêu phục tập (心斋聊复集)
- Hề nang thốn cẩm (奚囊寸锦)
- Tâm Trai thi tập (心齋詩集)
- Ẩm trung bát tiên lệnh (饮中八仙令)
- Lộc thông hoa quán thi sao (鹿葱花馆诗钞)